# روبن كلويت
روبن كلويت (بالإنجليزية: Ruben Cloete) (3 نوفمبر 1982 في جنوب أفريقيا - ) هو لاعب كرة قدم جنوب أفريقي في مركز الدفاع. شارك مع منتخب جنوب أفريقيا لكرة القدم. أما مع النوادي، فقد لعب مع أورلاندو بيراتس وFree State Stars F.C. ‏ وسانتوس وماريتزبرغ يونايتد ‏ ونادي بلومفونتين سيلتيك.

## مسيرته الكروية
لعب روبن كلويت خلال مسيرته الاحترافية مع 6 أندية في أربعة عشر موسمًا وسجل خلالها 5 أهداف ضمن 213 مباراة. حيث فاز في موسم واحد بالكأس وفي موسمين بالدوري.
خاض روبن كلويت مسيرته مع سانتوسفي موسم 2003–04 ليلعب معه أربعة مواسم، مشاركًا في 41 مباراة سجل خلالها 4 أهداف. ثم انتقل إلى Free State Stars F.C. ‏ في موسم 2007–08 واستمر معه طيلة ثلاثة مواسم، حيث شارك في 54 مباراة سجل خلالها هدفًا واحدًا. لينتقل بعدها إلى نادي أورلاندو بيراتس في موسم 2010–11 ولمدة موسمين، مشاركًا في 35 مباراة ولم يسجل أي هدف. ثم انتقل إلى ماريتزبرغ يونايتد ‏ في موسم 2012–13 ولمدة موسمين، مشاركًا في 49 مباراة ولم يسجل أي هدف أيضًا. هذا وانتقل لاحقًا إلى Chippa United F.C. ‏ في موسم 2014–15 ولمدة موسمين، مشاركًا في 20 مباراة ولم يسجل أي هدف أيضًا.

## وصلات خارجية
- روبن كلويت على موقع قاعدة بيانات كرة القدم.إي يو (الإنجليزية)
- روبن كلويت على موقع ناشيونال فوتبول تيمز (الإنجليزية)